# 成山路
成山路是上海浦东新区境内的一条东西向的重要街道。该路东起西营路，西至沪南路。全长约7公里，最大宽度40米。

## 历史
成山路原是杨高路的一段，1988年配合杨高路拓宽工程，原西营路至杨高路一段改为杨高支路。1994年配合杨高南路延伸工程，杨高支路更名为现在的成山路。

## 沿线设施（西向东）
- 德州一村小学
- 上海市洪山中学(长清路校区)
- 上南实验小学
- 上钢菜市场
- 上海轨道交通8号线、上海轨道交通13号线-成山路站
- 上海市洪山中学
- 浦东新区辅读学校(上南校区)
- 上海民办华二浦东实验学校
- 浦东商场(成山店)
- 上海海事大学(东明路校区)
- 上海轨道交通6号线、上海轨道交通13号线-东明路站
- 宜必思酒店(东明路地铁站店)
- 云顶国际商业广场
- 复旦奥医360妇幼国际母婴健康中心
- 成山路公交停车场
- 全季酒店(杨高南路店)
- 家乐福(成山店)
- 万达影城(成山路店)
- 浦三路菜市场
- 上海轨道交通13号线-华鹏路站
- 大华北公园
- 巴黎春天(成山店)
- 上海轨道交通13号线-下南路站
- 华润万家(锦绣店)
- 上海市人民检察院第三分院
- 上海轨道交通13号线-北蔡站

## 交会道路（西向东）
- 西营路
- 长清路
- 上南路
- 洪山路
- 云台路
- 东明路
- 邹平路
- 杨高南路
- 浦三路
- 华鹏路
- 华春路
- 锦尊路
- 下南路
- 锦绣路
- 博华路
- 莲安西路
- 沪南路